# Hostensmolen (Machelen)
De Hostensmolen is een windmolenrestant in de tot de Oost-Vlaamse gemeente Zulte behorende plaats Machelen, gelegen aan de Hoevestraat hoek Zandweg.
Deze ronde stenen molen van het type stellingmolen fungeerde als korenmolen en oliemolen.

## Geschiedenis
De molen werd gebouwd in 1840 en in 1859 werd al een stoommachine geplaatst, terwijl ook nog op windkracht gemalen werd. In 1904 werd het wiekenkruis verwijderd. De mechanische olieslagerij bleef tot 1944 in werking.
In 1999 kreeg de molen en zijn omgeving een beschermde status.
Enkele onderdelen van de maalinrichting, zoals een kollergang, zijn in de romp nog aanwezig.
- Inventaris van het Bouwkundig Erfgoed (Vlaanderen): 38405